# Hara spinulus
Hara spinulus är en fiskart som beskrevs av Ng och Maurice Kottelat 2007. Hara spinulus ingår i släktet Hara och familjen Erethistidae. IUCN kategoriserar arten globalt som otillräckligt studerad. Inga underarter finns listade i Catalogue of Life.